# Diastylopsis tenuis
Diastylopsis tenuis är en kräftdjursart som beskrevs av John Todd Zimmer 1936. Diastylopsis tenuis ingår i släktet Diastylopsis och familjen Diastylidae.
Artens utbredningsområde är Kalifornien. Inga underarter finns listade i Catalogue of Life.